# Домінік Канает

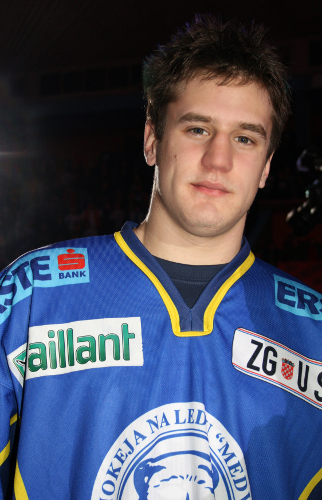
Домінік Канает у складі «Медвещака»

Домінік Канает (хорв. Dominik Kanaet; народився 6 травня 1991, Загреб, Хорватія) — хорватський хокеїст, центральний нападник. Наразі виступає за ХК «07 Детва». 
У складі національної збірної Хорватії учасник кваліфікаційного турніру до зимових Олімпійських ігор 2010; учасник чемпіонатів світу 2009 (дивізіон I) 2010 (дивізіон I). У складі молодіжної збірної Хорватії учасник чемпіонатів світу 2008 (дивізіон II), 2009 (дивізіон II) і 2010 (дивізіон I). У складі юніорської збірної Хорватії учасник чемпіонатів Європи 2007 (дивізіон II), 2008 (дивізіон II) і 2009 (дивізіон II).
Виступав за МХК «Дубниця», ХК «Мартін», «Медвещак» (Загреб).